# Gisele Marvin
Pour les articles homonymes, voir Marvin.
Gisele Marvin, dite Gigi Marvin, (née le 7 mars 1987 à Bemidji dans l'État du Minnesota) est une joueuse américaine de hockey sur glace évoluant dans la ligue élite féminine en tant qu'attaquante et défenseure. Elle a remporté trois titres olympiques, deux médailles d'argent aux Jeux olympiques de Vancouver en 2010 et aux Jeux olympiques de Sotchi en 2014, et une médaille d'or aux Jeux olympiques de Pyeongchang en 2018. Elle a également représenté les États-Unis dans sept championnats du monde, remportant cinq médailles d'or et deux médailles d'argent.
Elle joue pour les Pride de Boston avec qui elle remporte la Coupe Isobel en 2016 et joue auparavant pour les Blades de Boston avec qui elle remporte la Coupe Clarkson en 2013.

## Biographie

### En club
Gigi Marvin fréquente le lycée Warroad, inscrivant lors de sa dernière et meilleure année 112 points et 55 buts. Elle est dans le top 5 de l’État du Minnesota grâce à ses trois années avec un total de 196 buts et 229 assistances . En 2005, elle remporte le trophée Miss Hockey du Minnesota qui récompense la meilleure joueuse du Minnesota au niveau lycéen.
Par la suite, elle s'engage dans l'équipe de l'Université du Minnesota, évoluant dans la ligue universitaire de hockey féminin NCAA. Durant ses années avec les Golden Gophers du Minnesota, elle est nommée deux fois parmi les 10 finalistes du Trophée Patty Kazmaier (2008 et 2009). Elle termine sa carrière universitaire sixième pointeuse de l'histoire de l'école avec 195 points (87 buts et 108 aides) .
Après l'année olympique 2010, Gigi Marvin rejoint l'équipe des Whitecaps du Minnesota, à l'époque en Ligue féminine de hockey de l'Ouest (WWHL) pour la saison 2010-2011 .
À la suite de l'effondrement de la WWHL, Marvin signe avec les Blades de Boston pour la saison suivante, jouant ainsi en Ligue canadienne de hockey féminin (LCHF). Elle y reste deux ans, remportant la coupe Clarkson en 2013. Il faut noter qu'à partir de 2012, Marvin change de position et est utilisée en tant que défenseure après des années en attaque .
Après l'année de préparation olympique et une saison sans contrat, elle signe le 25 septembre 2015 avec les Pride de Boston pour la saison inaugurale de la Ligue nationale de hockey féminin (LNHF) . Elle participe au premier match des étoiles de la LNHF en 2016 et joue la finale des séries éliminatoires pour remporter la première coupe Isobel, terminant la saison avec le titre de meilleure défenseure de la LNHF . Après une année de préparation olympique 2017-2018, elle signe à nouveau avec les Pride de Boston en août 2018 .
Elle joue des matchs en 2020 et 2021 avec la Professional Women's Hockey Players Association (PWHPA), organisation ayant pour but de former une ligue professionnelle féminine mais dont la progression a été ralentie par la pandémie de Covid-19 ,.

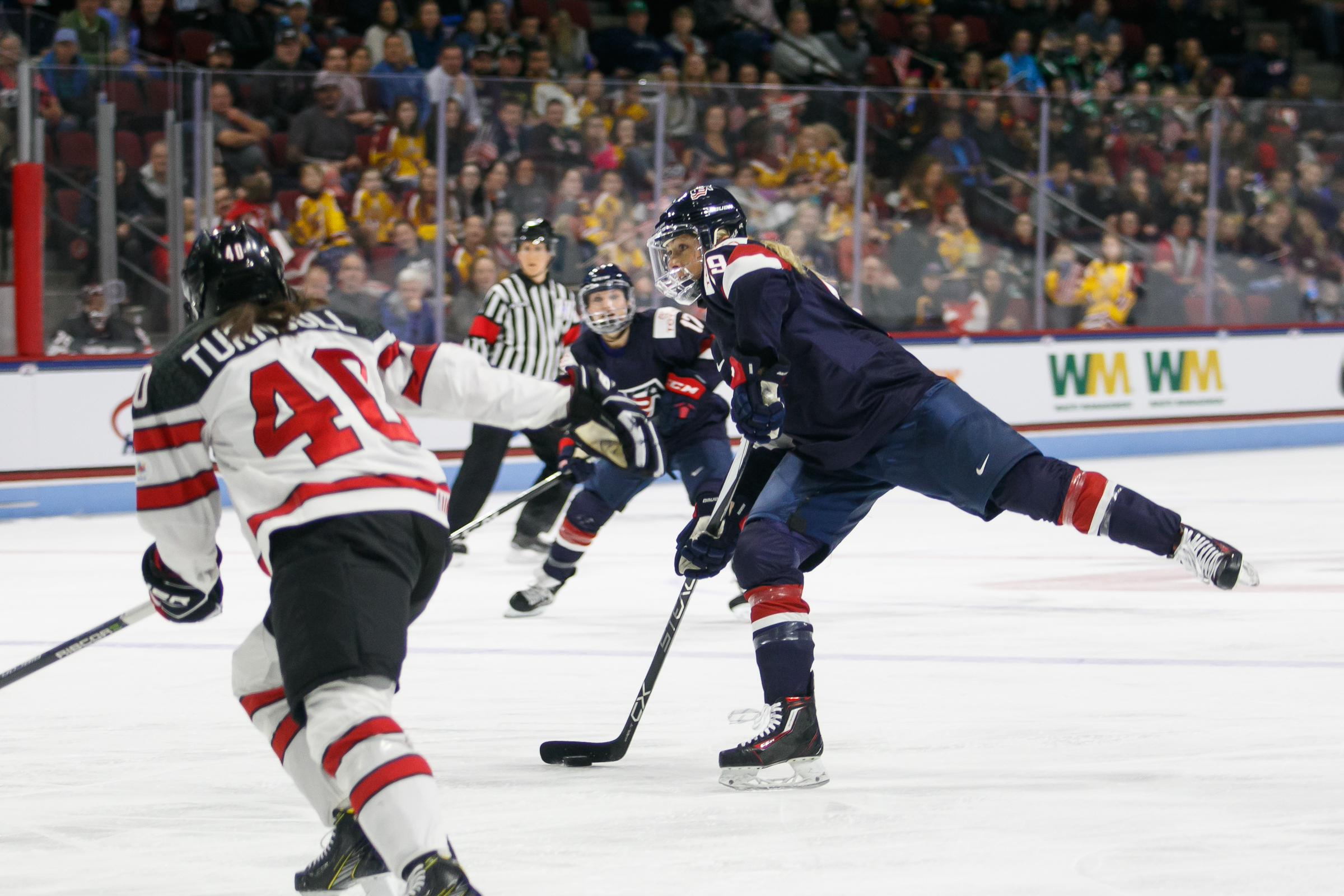
Gigi Marvin en 2017, tir pour l'équipe nationale.

En 2024, elle joue pour l’équipe de Boston dans la LPHF.[réf. nécessaire]

### En équipe nationale
Gigi Marvin participe a ses premiers tournois pour l'équipe des États-Unis dès 2006 dans plusieurs compétitions dont la Coupe des quatre nations. Elle joue ses premiers championnats du monde en 2007 et remporte une médaille d'argent. Par la suite, elle participe à chaque édition jusqu'en 2014. Elle est à nouveau sélectionnée pour l'édition 2017.
Marvin participe également aux Jeux olympiques de 2010, de 2014 et de 2018 où l'équipe remporte une médaille d'or olympique après 20 ans de règne canadien.

## Vie privée
Gigi Marvin est la petite-fille de Cal Marvin, entraineur de l'équipe nationale masculine des États-Unis de hockey en 1958 et le directeur général en 1965. Il est membre du Temple de la renommée du hockey américain . Elle est originaire de Warroad, au Minnesota, dans le Comté de Roseau.

## Statistiques

### En club
| Saison      | Équipe                      | Ligue       |                            | Saison régulière           | Saison régulière           | Saison régulière           | Saison régulière           | Saison régulière           |                            | Séries éliminatoires       | Séries éliminatoires       | Séries éliminatoires       | Séries éliminatoires | Séries éliminatoires |
| Saison      | Équipe                      | Ligue       | PJ                         | B                          | A                          | Pts                        | Pun                        | PJ                         | B                          | A                          | Pts                        | Pun                        |                      |                      |
| 2005-2006   | Golden Gophers du Minnesota | NCAA        | 41                         | 16                         | 30                         | 46                         | 38                         |                            |                            |                            |                            |                            |                      |                      |
| 2006-2007   | Golden Gophers du Minnesota | NCAA        | 35                         | 18                         | 20                         | 38                         | 42                         |                            |                            |                            |                            |                            |                      |                      |
| 2007-2008   | Golden Gophers du Minnesota | NCAA        | 38                         | 23                         | 31                         | 54                         | 41                         |                            |                            |                            |                            |                            |                      |                      |
| 2008-2009   | Golden Gophers du Minnesota | NCAA        | 38                         | 30                         | 27                         | 57                         | 22                         |                            |                            |                            |                            |                            |                      |                      |
| 2010-2011   | Whitecaps du Minnesota      | WWHL        | 17                         | 27                         | 14                         | 41                         | 8                          |                            |                            |                            |                            |                            |                      |                      |
| 2011-2012   | Blades de Boston            | LCHF        | 27                         | 11                         | 21                         | 32                         | 24                         | 3                          | 2                          | 3                          | 5                          | 0                          |                      |                      |
| 2012-2013   | Blades de Boston            | LCHF        | 15                         | 2                          | 3                          | 5                          | 6                          | 4                          | 1                          | 1                          | 2                          | 8                          |                      |                      |
| 2015-2016   | Pride de Boston             | LNHF        | 16                         | 5                          | 9                          | 14                         | 12                         | 4                          | 2                          | 5                          | 7                          | 2                          |                      |                      |
| 2016-2017   | Pride de Boston             | LNHF        | 16                         | 4                          | 10                         | 14                         | 8                          | 2                          | 1                          | 1                          | 2                          | 0                          |                      |                      |
| 2018-2019   | Pride de Boston             | LNHF        | 15                         | 10                         | 6                          | 16                         | 8                          | 1                          | 0                          | 0                          | 0                          | 0                          |                      |                      |
| 2019-2020   | New England                 | PWHPA       | Statistiques indisponibles | Statistiques indisponibles | Statistiques indisponibles | Statistiques indisponibles | Statistiques indisponibles | Statistiques indisponibles | Statistiques indisponibles | Statistiques indisponibles | Statistiques indisponibles | Statistiques indisponibles |                      |                      |
| 2020-2021   | New Hampshire               | PWHPA       | 6                          | 1                          | 2                          | 3                          | 0                          |                            |                            |                            |                            |                            |                      |                      |
| 2021-2022   | Minnesota                   | PWHPA       | Statistiques indisponibles | Statistiques indisponibles | Statistiques indisponibles | Statistiques indisponibles | Statistiques indisponibles | Statistiques indisponibles | Statistiques indisponibles | Statistiques indisponibles | Statistiques indisponibles | Statistiques indisponibles |                      |                      |
| Totaux NCAA | Totaux NCAA                 | Totaux NCAA | 152                        | 87                         | 108                        | 195                        | 143                        |                            |                            |                            |                            |                            |                      |                      |
| Totaux LCHF | Totaux LCHF                 | Totaux LCHF | 42                         | 13                         | 24                         | 37                         | 30                         | 7                          | 3                          | 4                          | 7                          | 8                          |                      |                      |
| Totaux LNHF | Totaux LNHF                 | Totaux LNHF | 47                         | 19                         | 25                         | 44                         | 28                         | 7                          | 3                          | 6                          | 9                          | 2                          |                      |                      |

### En équipe nationale
| Année | Équipe     | Compétition          |   | PJ | B | A | Pts | Pun               |  | Résultat |
| 2007  | États-Unis | Championnat du monde | 5 | 2  | 1 | 3 | 8   | Médaille d'argent |  |          |
| 2008  | États-Unis | Championnat du monde | 5 | 1  | 2 | 3 | 12  | Médaille d'or     |  |          |
| 2009  | États-Unis | Championnat du monde | 5 | 2  | 1 | 3 | 4   | Médaille d'or     |  |          |
| 2010  | États-Unis | Jeux olympiques      | 5 | 0  | 3 | 3 | 2   | Médaille d'argent |  |          |
| 2011  | États-Unis | Championnat du monde | 5 | 0  | 3 | 3 | 0   | Médaille d'or     |  |          |
| 2012  | États-Unis | Championnat du monde | 5 | 3  | 6 | 9 | 2   | Médaille d'argent |  |          |
| 2013  | États-Unis | Championnat du monde | 5 | 0  | 4 | 4 | 0   | Médaille d'or     |  |          |
| 2014  | États-Unis | Jeux olympiques      | 5 | 0  | 1 | 1 | 2   | Médaille d'argent |  |          |
| 2017  | États-Unis | Championnat du monde | 5 | 1  | 1 | 2 | 2   | Médaille d'or     |  |          |
| 2018  | États-Unis | Jeux olympiques      | 5 | 2  | 1 | 3 | 0   | Médaille d'or     |  |          |